# Lac-Nilgaut
Lac-Nilgaut est un territoire non organisé situé dans la municipalité régionale de comté du Pontiac, dans la région administrative de l'Outaouais, au Québec, au Canada.

## Géographie
Le lac Nilgaut est situé approximativement au centre de cette vaste municipalité de 9 840 km², comparable en superficie à l'île de Chypre ou au Liban.
Le territoire comprend les 28 cantons suivants:
Auray, Bourgogne, Croisille, Dulhut, Brie, Gillies, Dontenwill, Rhé, Perche, Poitou, Anjou, Forant, La Tourette, Rannie, Provence, Marche, Rochefort, Gascogne, Flandre, Lorraine, Lyonnais, La Rochelle, Saintes, Saint-Malo, Saint-Pons, Esgriselles, Nivernais, Trouvé. Ce sont tous des toponymes rappelant des villes ou régions de France.

## Histoire

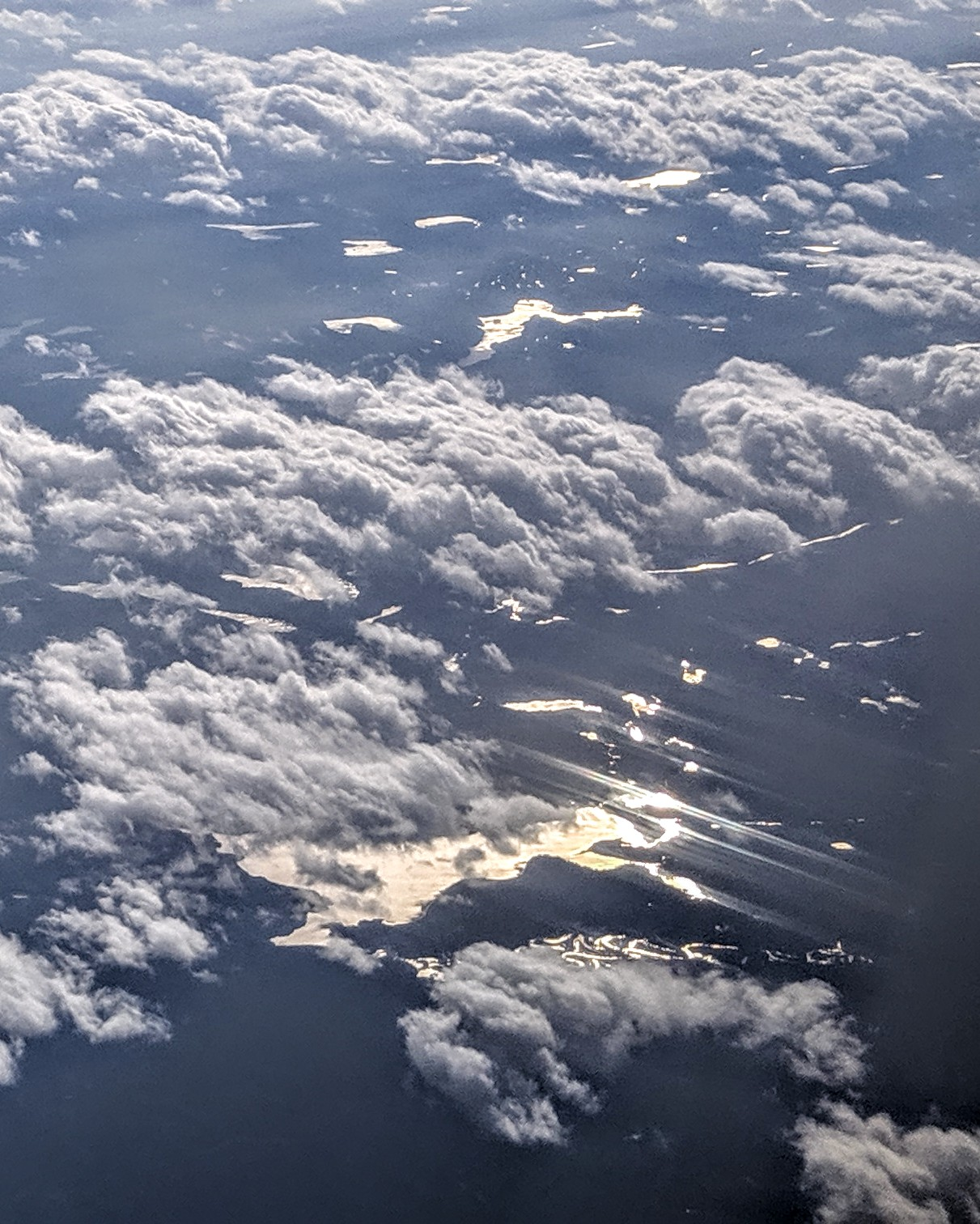
Vue aérienne du nord-est du lac Usborne, Lac-Nilgaut, Québec, avec le lac à la Truite à l'arrière-plan

## Démographie
| 2001 | 2006 | 2011 | 2016 | 2021 |
| ---- | ---- | ---- | ---- | ---- |
| 10   | 20   | 0    | 5    | 5    |